# Радіонов Володимир Веніамінович
Володимир Веньяминович Радіонов (рос. Владимир Вениаминович Радионов; нар. 21 липня 1938, Нижня Тавда, Тюменська область, РРФСР) — радянський російський футболіст, тренер та спортивний функціонер, виступав на позиції захисника. Заслужений тренер СРСР (1990), чемпіон Європи серед молодіжних команд (1990).
Кавалер ордену Дружби (1997).

## Кар'єра гравця
Володимир Радіонов розпочав грати в футбол в команді талліннського будівельного технікуму, потім грав за естонські аматорські команди — команду заводу «Двигун» (Таллінн) та «Калев» (Юлемісте). У 1960 році його запросили до головної команди Естонської РСР — талліннський «Калев», який на той час грав у Вищій лізі СРСР. У «Калеві» Радіонов грав 2 сезони на позиції нападника.
У 1962 році Володимир перейшов до калінінської «Волги» й змінив амплуа з нападника на центрального захисника. У 1963 році в складі «Волги» стає чемпіоном РРФСР. З червня 1966 до 1969 року Радіонов виступав за московський «Локомотив» у Вищій лізі, капітан команди в 1966 році. Другу половину сезону 1969 року відіграв за сімферопольську «Таврію», де завершив кар'єру гравця.

## Кар'єра тренера
Після завершення кар'єри гравця розпочав тренерську діяльність. У 1970-1975 роках — тренер школи московського «Локомотива», а з червня 1975 по 1977 року — старший тренер.
У 1980-1981 роках очолював калінінську «Волгу», в першій половині сезону 1983 року очолював московський «Локомотив». У 1984-1985 роках Радіонов перейшов на організаторську роботу — очолював відділ футболу Спорткомітету Москви.
З 1986 по 1990 роки Радіонов тренував молодіжну збірну СРСР (1968 року народження) і привів її до перемоги на молодіжному чемпіонаті Європи 1990 року. З 1992 по 2004 роки — генеральний секретар РФС. Член технічного комітету ФІФА (1991-?), Член комітету УЄФА з проведення Чемпіонатів Європи (1996-?).

## Титули і досягнення
- Чемпіон Європи (U-21): 1990